# Sint-Annakerk (Ukkel)

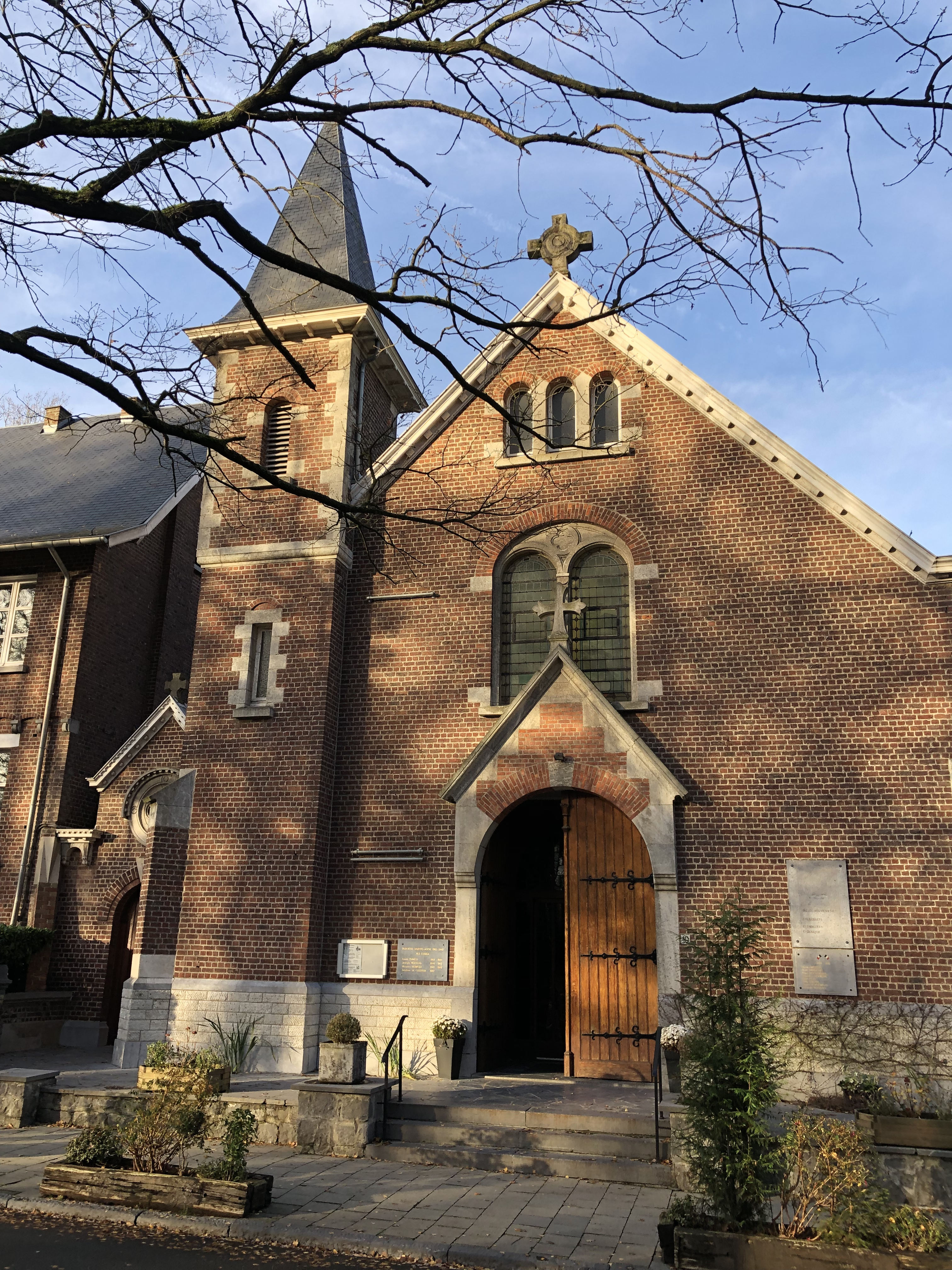
Sint-Annakerk van Ukkel

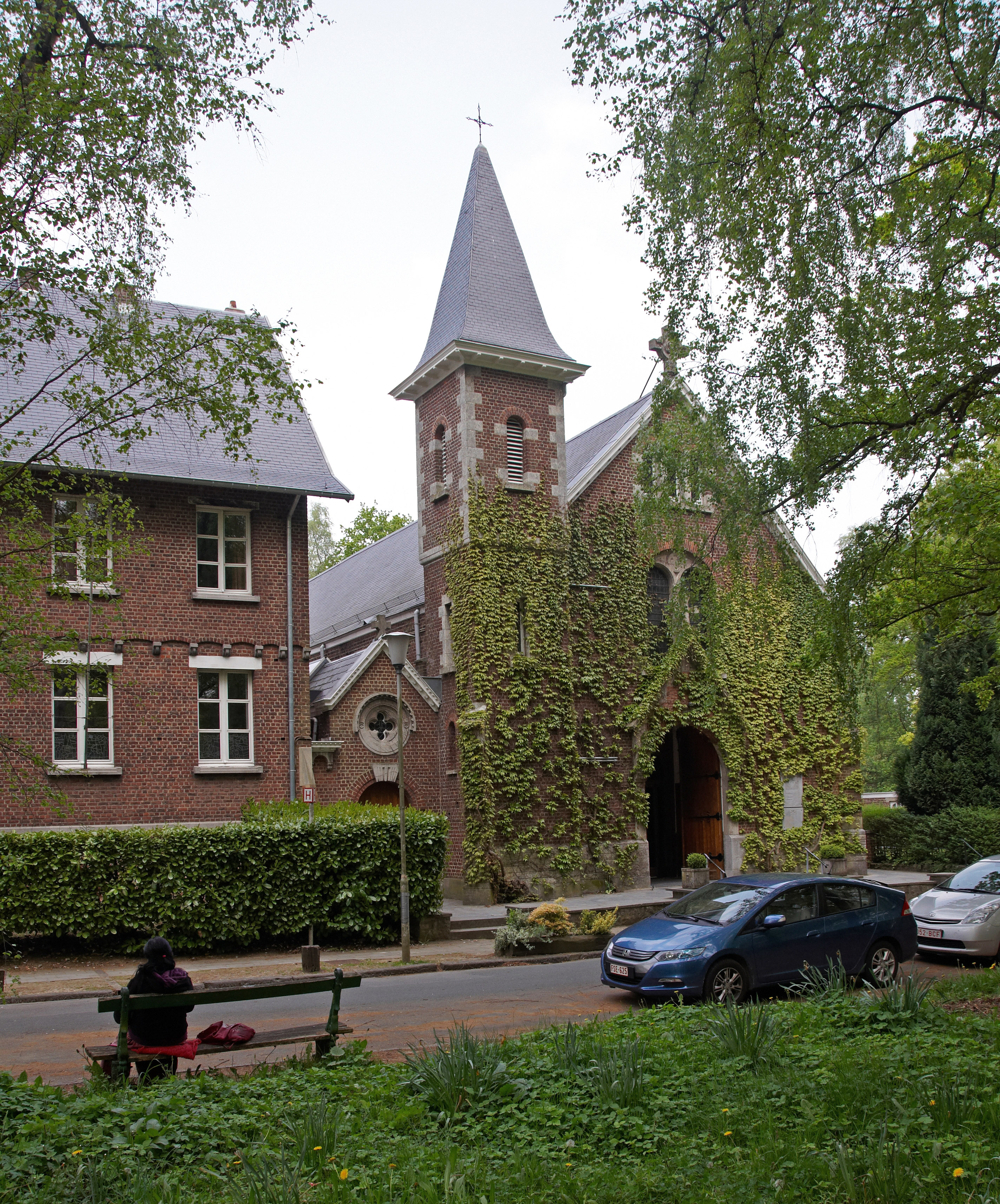
Sint-Annakerk aan het plein

De Sint-Annakerk (Frans: Église Sainte-Anne) is een kerkgebouw in de Belgische gemeente Ukkel in het Brussels Hoofdstedelijk Gewest. De kerk staat aan het Heilig Verbondplein 10 in het zuiden van de gemeente Ukkel.
De kerk is gewijd aan de heilige Anna.

## Geschiedenis
In 1912 werd de kerk gebouwd.
In de winter van 1944-1945 deed het gebouw dienst als opvangplaats voor bewoners van het hospice de Malmédy. 
In het begin van de jaren 1950 kreeg het kerkgebouw gebrandschilderde ramen van glazenier Jean Slagmuylder.

## Gebouw
Het niet-georiënteerde kerk is zuid-noord gepositioneerd en is opgetrokken in baksteen. Het kerkgebouw bestaat uit een torenfront waarbij de kerktoren naast de lengteas van de kerk gebouwd is, een schip en een driezijdig gesloten koor. Het schip en het koor worden gedekt door een samengesteld zadeldak. De kerktoren wordt gedekt door een tentdak.